# Steen Herschend

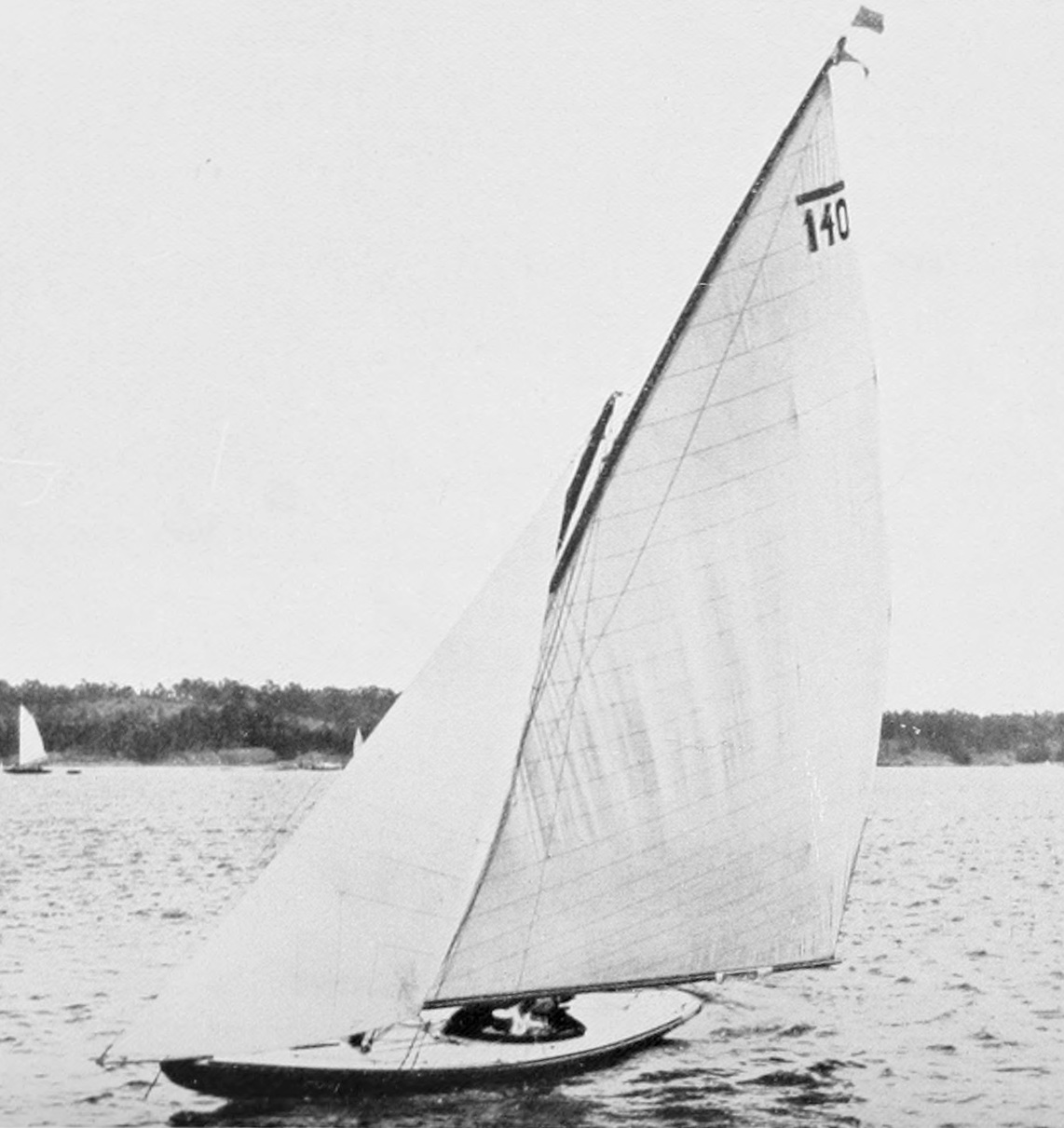
Nurdug II

Steen Steensen Herschend (ur. 12 listopada 1888 w Kopenhadze, zm. 3 sierpnia 1976 w Tårbæk) – duński żeglarz, olimpijczyk, zdobywca srebrnego medalu w regatach na Letnich Igrzyskach Olimpijskich w 1912 roku w Sztokholmie.
Na Letnich Igrzyskach Olimpijskich 1912 zdobył srebro w żeglarskiej klasie 6 metrów. Załogę jachtu Nurdug II tworzyli również Hans Meulengracht-Madsen i Sven Thomsen.